# G-Power
G-Power je njemački tuner automobila isključivo orijentiran na vozila marke BMW. G-Power je 1983. osnovao Jochen Grommisch. Sjedište tvrtke je u gradu Brunsbüttel. Srušili su vlastiti rekord koji je do sada držao BMW M5 s imenom Hurricane, tuniran na 730 konjskih snaga. Novi model BMW M5 Hurricane RR je tuniran na 800 KS, a maksimalna brzina koju je postigao iznosi nevjerojatnih 375 km/h. Do 100 kmh potrebno mu je 4,35 sekunde, do 200 dolazi za 9,5 sekundi, a magičnu brojku 300 prelazi za svega 25,8 sekundi. BMW s ovim modelom koji teži blizu 2 tone, nosi titulu najbrže limuzine svijeta.